# 2024年曼海姆持刀襲擊事件
當地時間2024年5月31日上午11:30，德國巴登-符騰堡州曼海姆的市場廣場上，一名男子伏擊由反聖戰公民運動歐洲和平公民運動（BPE）主辦、以活動家兼伊斯蘭批評者米夏埃爾·施蒂爾岑貝格（Michael Stürzenberger）為主講人的集會。此次襲擊造成包括施蒂爾岑貝格在內的6人受傷；一名被刺中頸部的警察在事件兩天後不治身亡。當另一名警察開槍射擊襲擊者後，襲擊才告一段落。美聯社報導稱，德國當局認為持刀襲擊事件動機涉及伊斯蘭恐怖主義。

## 襲擊
「歐洲和平公民運動」在曼海姆市場廣場設立一場小型集會和資訊攤位，主題為反對「伊斯蘭政治教育」，德國活動家兼伊斯蘭批評者米夏埃爾·施蒂爾岑貝格在此發表演講。在之前的集會上，他曾呼籲為穆斯林設立以新疆再教育營為模型的「再教育營」，並將《古蘭經》與《我的奮鬥》相比，稱其為「世界上最危險的書籍」。
襲擊事件發生在5月31日上午大約11:30，當時施蒂爾岑貝格正在為即將到來的活動做準備。恰巧有第三方在YouTube上對此進行現場直播。活動的錄影顯示，襲擊者觀察現場一段時間後，突然在施蒂爾岑貝格獨自一人時對他發動伏擊。而兩名附近的歐洲和平公民運動支持者試圖阻止時，也被刺傷。
在混戰中，施蒂爾岑貝格被襲擊者撲倒並遭到多次刺擊。即使襲擊者被包括一名34歲伊拉克男子在內的多名旁觀者制伏，而另一名身穿藍色衣服的旁觀者誤打伊拉克男子，導致伊拉克男子鬆開手，襲擊者掙脫束縛，刺傷兩名試圖制伏他的人，即第三名「歐洲和平公民運動」成員和伊拉克男子。過程中，不少人不斷大喊「拿走刀子！」
一名29歲的警員魯文·勞爾（Rouven Laur）將藍衣男子押倒地上，該男子仰面躺著，沒有反抗。勞爾隨後轉身背對襲擊者，遭襲擊者用小刀刺傷其脖子兩次。另一名警員隨後開槍射擊襲擊者。

## 受害者

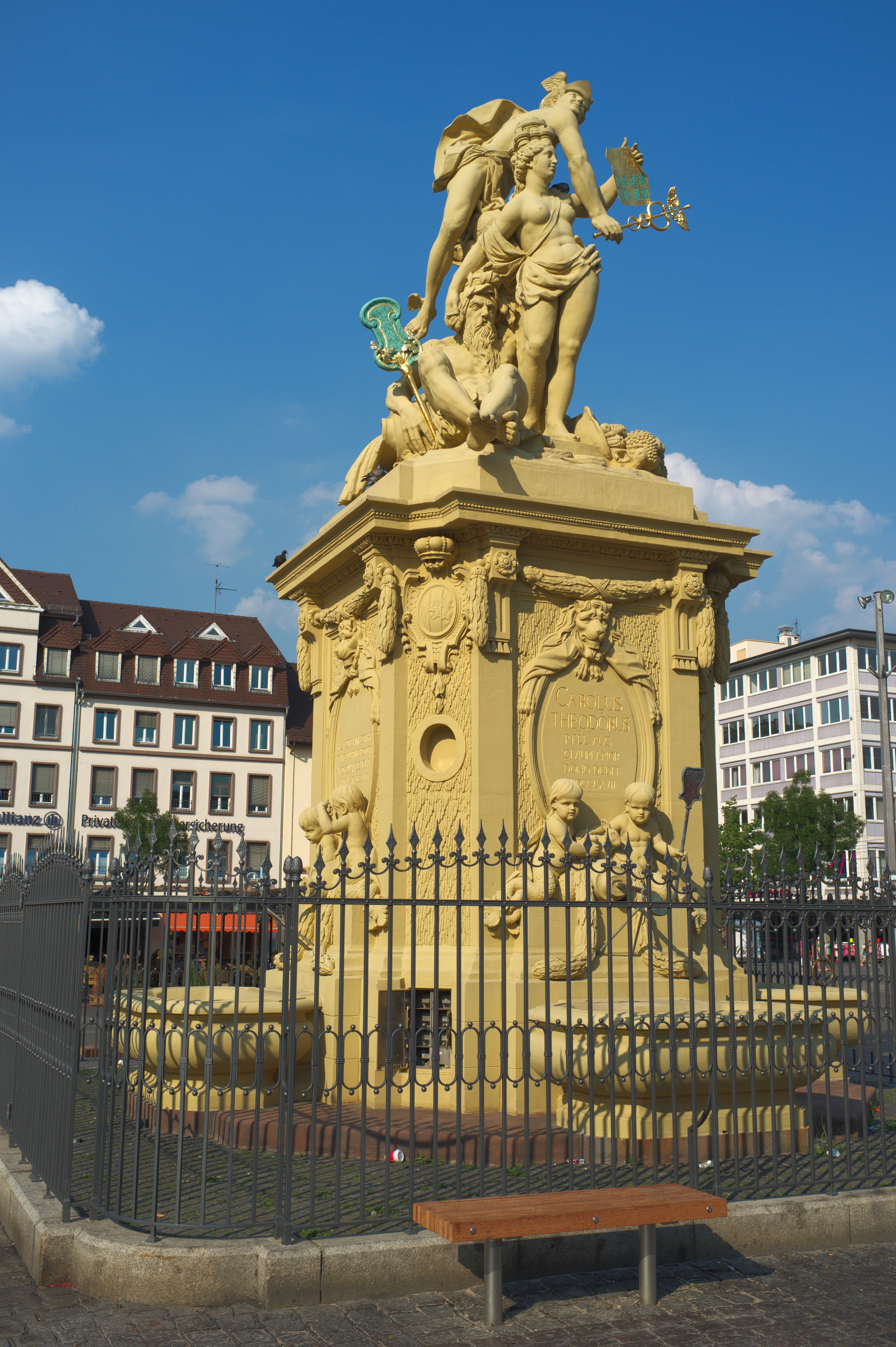
市集廣場方井，初次攻擊的地點

《明鏡》報導指，德國當局確定事件中共有7人受傷，包括襲擊者。德國警方在新聞發報會中透露所有五名受傷平民的國籍和年齡；三名是德國公民，一名是德籍哈薩克人，一名是伊拉克人。
包括一架醫療直升機，迅速趕往事發地點。警員勞爾被置入人工昏迷狀態。儘管經過緊急手術，他最終還是在被刺兩天後因傷重不治。施蒂爾岑貝格的臉部、胸膛和大腿遭到刺傷，其接受緊急手術，傷勢並未危及生命。施蒂爾岑貝格在他的Telegram頁面上發文，稱胸部的刺傷差點傷及肺部，而大腿的刺傷因擊中靜脈而導致大量失血。

## 襲擊者
襲擊事件的兇嫌被確認為一名25歲的阿富汗難民，名叫蘇萊曼·阿塔伊（Sulaiman Ataee）。他曾是赫拉特的居民，在2013年至2014年移居到德國。在襲擊發生時，他住在距離曼海姆約30公里的黑彭海姆。據報導指，他持有有效的居留許可證，已婚並育有兩個孩子。德國當局在襲擊之前並未將他列為極端分子。根據美聯社的報導，調查人員認為他有伊斯蘭恐怖主義動機。巴登-符騰堡州刑事調查局宣布，他因涉嫌謀殺未遂而被發出逮捕令，並對他的公寓進行搜索。

## 後續
在襲擊後的第二天，曼海姆警察局和巴登-符騰堡州刑事警察局發表一份公開聲明，哀悼那位在努力控制局勢和制止暴力過程中犧牲的警官。
在發生襲擊事件的市場廣場，人們設立一個公共守夜活動。與此同時，德國青年選擇黨成員在市場廣場舉行一場反移民抗議活動，遭到包括安提法成員在內的反抗議者對抗。
德國聯邦內政部部長南希·費瑟表示，確定動機的責任在於調查人員，她補充說如果調查顯示兇手有伊斯蘭恐怖主義動機，那將再次證實伊斯蘭暴力行為所引申出的巨大危險，一如先前警告。德國總理奧拉夫·朔爾茨在Twitter推文，形容錄像「可怕」，稱「絕對不可接受」這樣的暴力行為，並且「肇事者必須受到嚴厲懲罰」。他後來表示，需要採取行動對抗那些試圖限制討論民主空間的極端政治暴力，無論他們的政治或宗教取向如何。
北萊茵-威斯特法倫州內政部長赫伯特·羅伊爾（Herbert Reul）認為，為加註重安全政策，需要更嚴格的措施管控持有和暴力使用刀具，包括加重處罰並加強對有關刀具危險性的教育。
綠黨政治人物康斯坦丁·馮·諾茨（Konstantin von Notz）和自由民主黨副主席康斯坦丁·庫勒（Konstantin Kuhle）一致譴責美化任何對暴力行為，庫勒進一步指出，任何公開讚揚持刀襲擊行為的人都應該立刻受到嚴厲的法律制裁。他強調，穆斯林組織必須明確地反對使用和美化暴力，以避免類似的暴力事件再次發生。

## 另見
- 薩爾曼·魯西迪遇刺案
- 2024年韋克利教堂持刀襲擊事件（英语：2024 Wakeley church stabbing）
- 2024年索林根持刀襲擊事件